# حمید کفائی
حمید کفائی (١٣١۴-نامعلوم) سیاست‌مدار ایرانی بود، که در  دوره بیست و دوم 
و  دوره بیست و سوم   بعنوان نماینده مشهد در مجلس شورای ملی حضور داشت.

## زندگی‌نامه
حمید کفایی خراسانی(زاده ٢٧ بهمن‌ماه ١۳١۴ مشهد -؟) فرزند آیت‌الله ‌میرزا احمد کفایی ، نوه آخوند خراسانیو برادر کوچکتر جعفر کفائی بود. 
وی دارای دکترای دندانپزشکی از دانشگاه پاریس است.
او در سال ۱۳۴۱ به مشهد بازگشت و در همین سال به استخدام سازمان بیمه‌ اجتماعی درآمد و همزمان در مطب خصوصی خود به درمان بیماران پرداخت.
کفائی در دوره ۲۲ و ۲۳ از حوزه انتخابیه مشهد به مجلس شورای ملی راه یافت.
دکتر کفایی سرانجام پس از پیروزی انقلاب به کانادا مهاجرت نمود و مقیم آنجا شد.